# 42-я пехотная дивизия (Германская империя)
42-я пехотная дивизия (нем. 42. Division) — воинское подразделение Германской имперской армии, принявшее участие в Первой мировой войне. Сформирована 12 октября 1912 года, став тем самым последней сформированной регулярной дивизией имперской армии.